# Brightdown
「Brightdown」（ブライトダウン）は、玉置成実の14枚目のシングル、ソニー・ミュージックレコーズより2007年8月29日に発売。2023年現在、最後のオリコン週間トップ10入りシングル。

## 収録曲
1. Brightdown
作詞・作曲：藤末樹
編曲：nishi-ken
テレビ東京系アニメ『D.Gray-man』オープニングテーマ（2007年4月3日 - 9月25日放送分）
参加ミュージシャン
ギター：川口圭太（snakyskullhead）
ベース：須永和広
ドラム：渡辺豊
編曲&キーボード：nishi-ken
コーラス：mao
前作C/W「Lost and Found」と同じ。
作詞・作曲の藤末曰く、「獅子座流星群を奏でた曲」とのこと。MVに編曲担当のnishi、ドラム担当の渡辺、元Λuciferのギタリスト加藤大祐が出演（nishiはベースを演奏）。演奏パート以外に所々登場する男性はnishi（本人談）。撮影は軽井沢で行われた。
2. あなた色の涙
作詞：ERU
作曲：前口渉
編曲：イズタニタカヒロ
バラード曲。「MY WAY」の作詞を担当した金子理佳がコーラスを担当している。
3. Endless Dream
作詞：BOUNCEBACK
作曲：伊橋成哉
編曲：渡辺徹
トランス調のダンスナンバー。
4. Brightdown -Instrumental-